# Jeen van den Berg

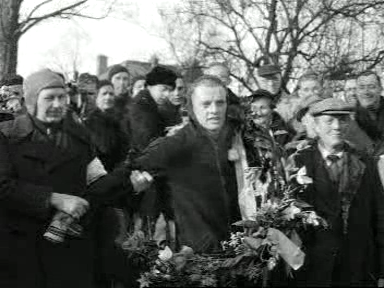
Jeen van den Berg (Mitte) nach seinem Sieg bei der Elfstedentocht 1954

Jeen van den Berg (* 8. Januar 1928 in De Veenhoop; † 8. Oktober 2014 in Heerenveen) war ein niederländischer Eisschnellläufer auf der Langstrecke und im Marathon. Bekanntheit erlangte er als Sieger der Elfstedentocht im Jahr 1954.

## Karriere
Sein Debüt bei der Elfstedentocht, dem bedeutendsten Natureis-Langstreckenrennen im Eisschnelllauf, gab van den Berg im Jahr 1947. Das nächste Rennen im Jahr 1954 gewann er in der Rekordzeit von 7 Stunden und 35 Minuten, die erst sein Landsmann Evert van Benthem (* 1958) im Jahr 1985 unterbot. 1956 kam er als Sechster ins Ziel, acht Minuten hinter einer fünfköpfigen Gruppe, die die Ziellinie gemeinsam überquert hatte, weshalb das Rennen offiziell nicht gewertet wurde. Bei dem wegen eisiger Temperaturen und starken Windes beschwerlichen Rennen von 1963 belegte er hinter Reinier Paping und Jan Uitham (1925–2019) den dritten Platz. 1985, 1986 und zuletzt 1997 fuhr er die Elfstedentocht außer Konkurrenz als Tourenfahrer.
Van den Berg war überdies 1956 niederländischer Vizemeister im Mehrkampf hinter Wim de Graaff sowie zweimaliger Teilnehmer an Olympischen Winterspielen. 1956 in Cortina d’Ampezzo belegte er über die 5000-m-Distanz den 24. Platz. 1960 in Squaw Valley reichte es über  5000 m zu Platz 19 und über 10.000 m zu Platz 22. 1973 wurde er im Alter von 44 Jahren erster niederländischer Meister im Marathon-Skating.
Jeen van den Berg gewann in seiner Karriere über tausend Preise, Medaillen und Pokale, die er 2004 dem Eisschnelllaufmuseum in Hindeloopen vermachte. Er war Ehrenbürger von Heerenveen und Ritter des Ordens von Oranien-Nassau. Er starb am 8. Oktober 2014 im Alter von 86 Jahren an den Folgen eines Schlaganfalls.